# مقبره آقالار

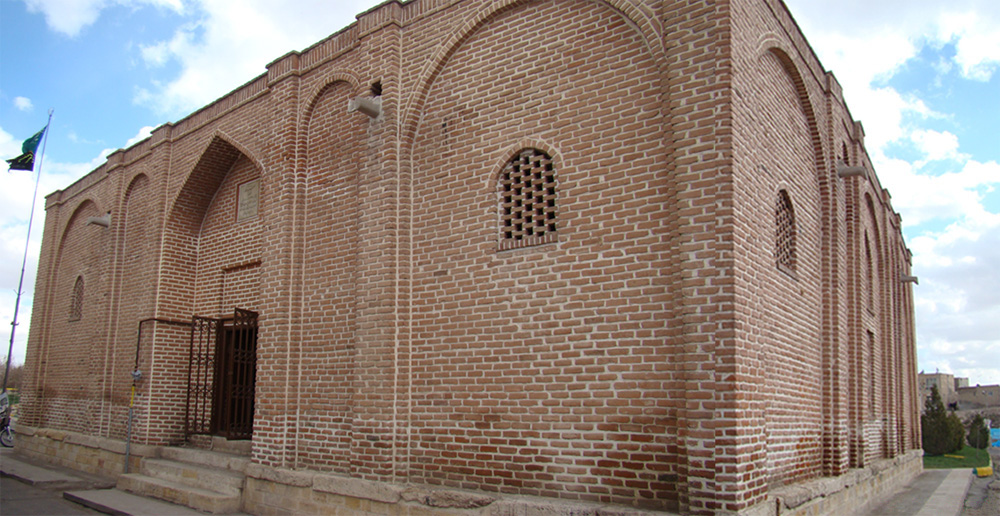
نمای بیرونی مقبره

مقبره آقالار مراغه(موزه سنگ‌نگاره‌ها) به دستور ظل السلطان و به خاطر ارادتی که به مراد خود میر فتاح موسوی داشته در سال ۱۱۷۵ ه. ق در مراغه بنا گردیده است.
در سال ۱۲۴۷ به وسیله حاج عباسعلی بنابی که خود نیز در این مقبره مدفون است مرمت شده است.

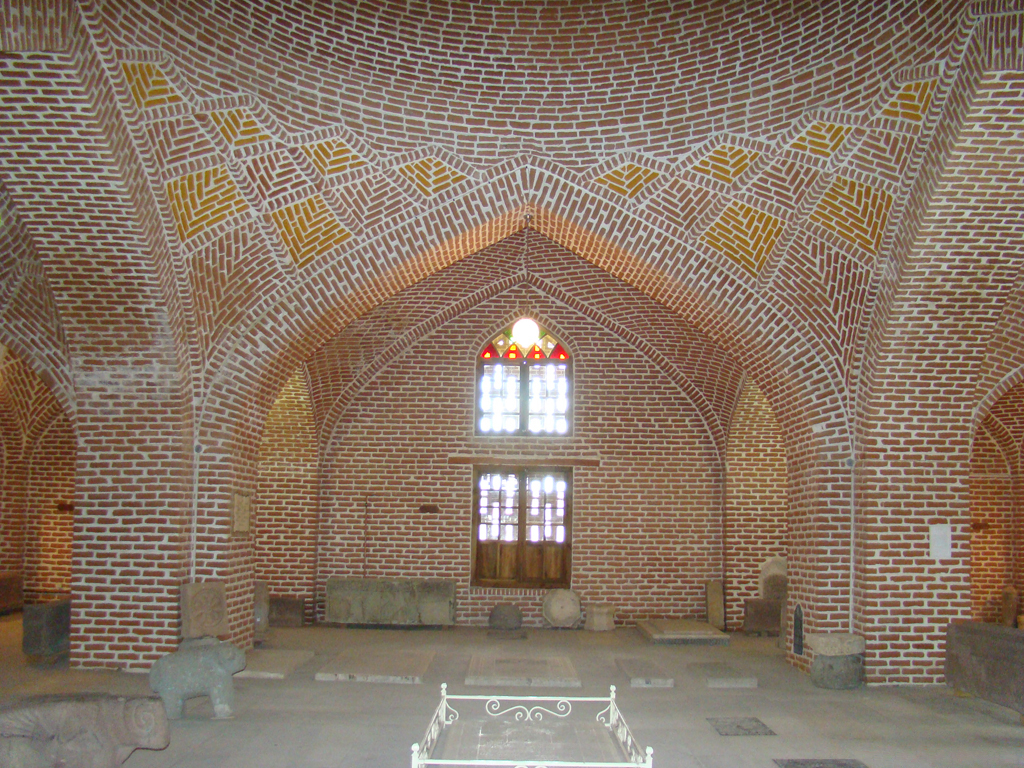
نمای داخلی مقبره

بنا چهار ضلعی و هر ضلعش ۱۶ متر می‌باشد. دارای ازاره سنگی و طاق‌نمای آجری قرینه به ارتفاع ۵ متر است.
این بنا در اثر بی‌توجهی و رانش دیوارها به مرور زمان تخریب شده بود ولی از سال ۱۳۷۵ هجری شمسی
تا تابستان ۱۳۸۱ در چندین فصل کاری مرمت و به منظور اعطای کاربری جدید متناسب با بنا در کنار قبرهای مرمرین و نفیس آن تبدیل به موزه سنگ نگاره‌های مراغه گشته است.
مشهورترین مزار مقبره آرامگاه شهید سالار یحیی پور فرماندار مراغه می‌باشد که به دستور سپهبد شاه بختی استاندار و فرمانده قوای آذربایجان در سال ۱۳۳۲ هجری شمسی بنا گردیده است.
کاوش‌های باستان‌شناسی در این محوطه تابستان ۱۴۰۰ توسط هیاتی به سرپرستی دکتر سعید ستارنژاد آغاز شد و نتایج آن منجر به شناسایی گورهای از دوره‌های مختلف اسلامی شد. این گورستان به عنوان یکی از بزرگ‌ترین گورستان‌های دوره اسلامی شهر مراغه است.

## نگارخانه

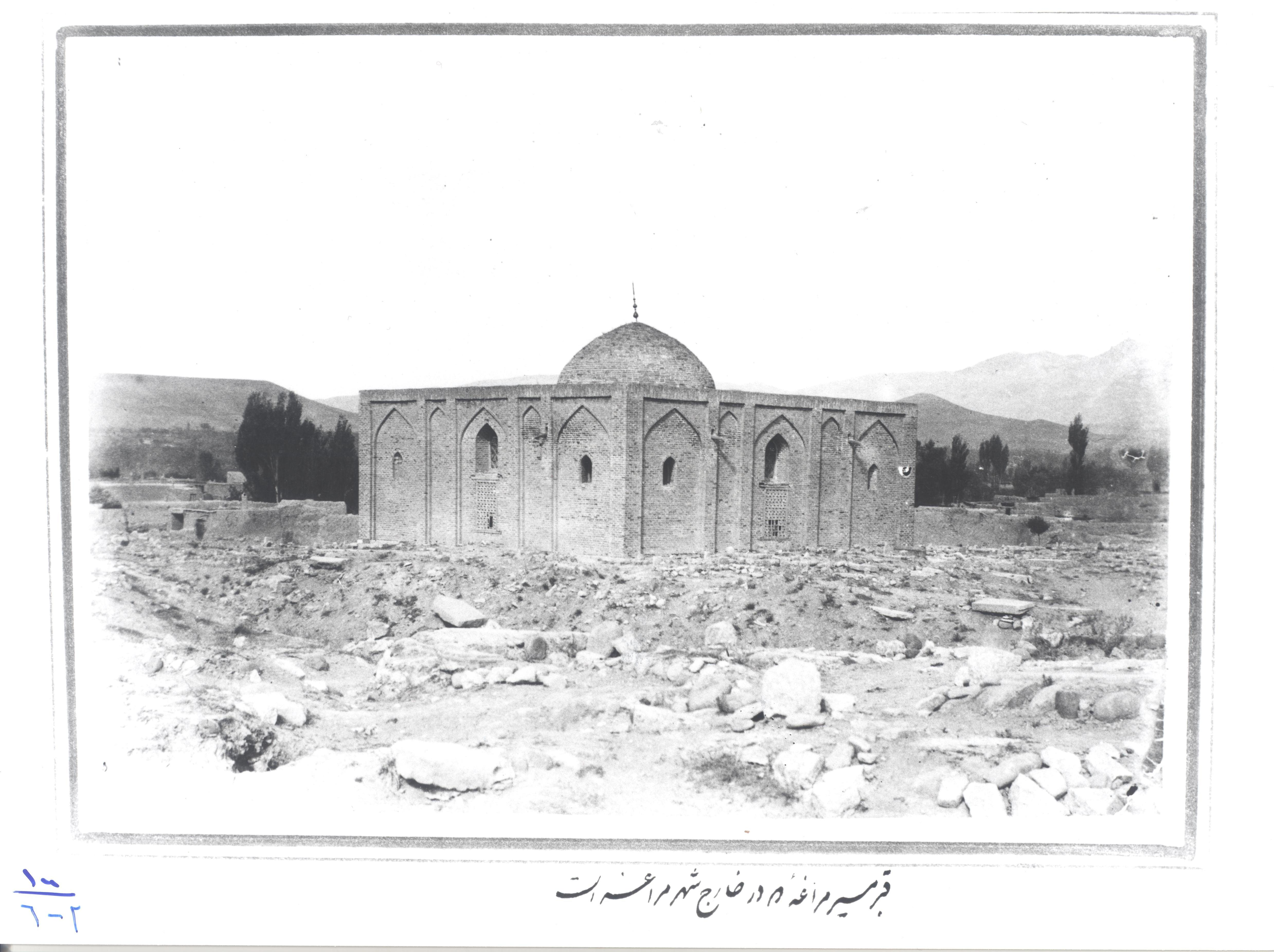
«قبر میر مراغه که در خارج شهر مراغه است» (عکسبرداری در دوره قاجار)
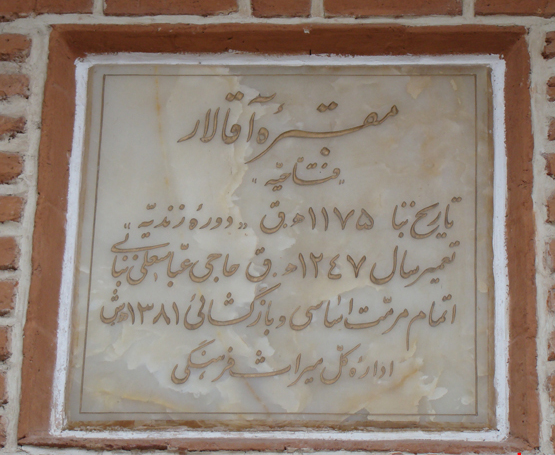
کتیبه سردر مقبره
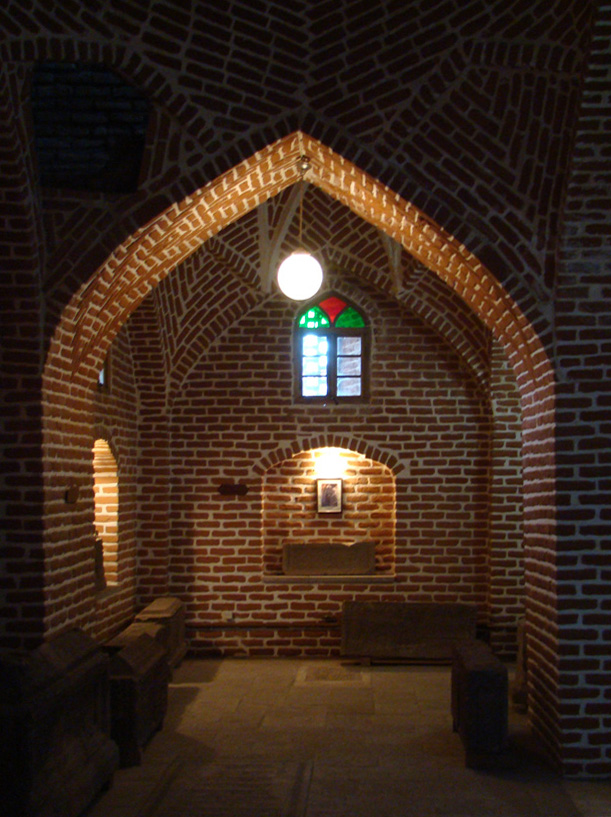
آجر کاری زیبای مقبره
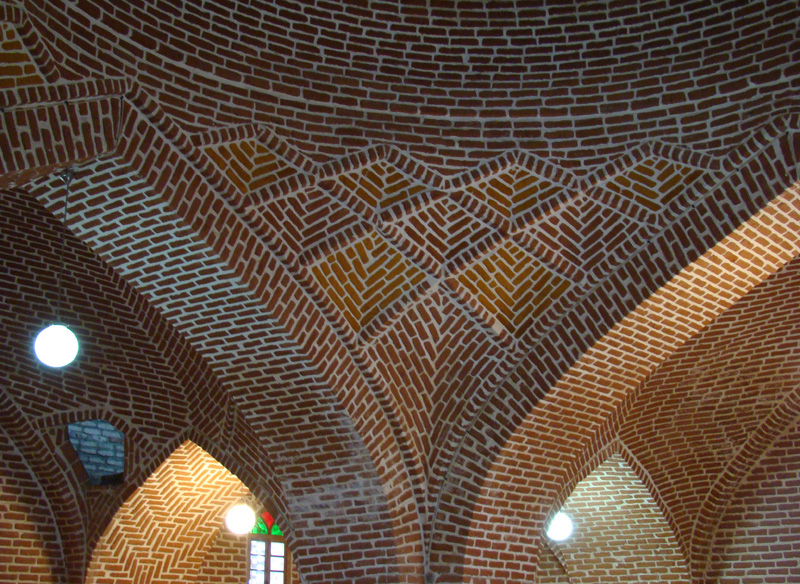
آجر کاری زیبای مقبره
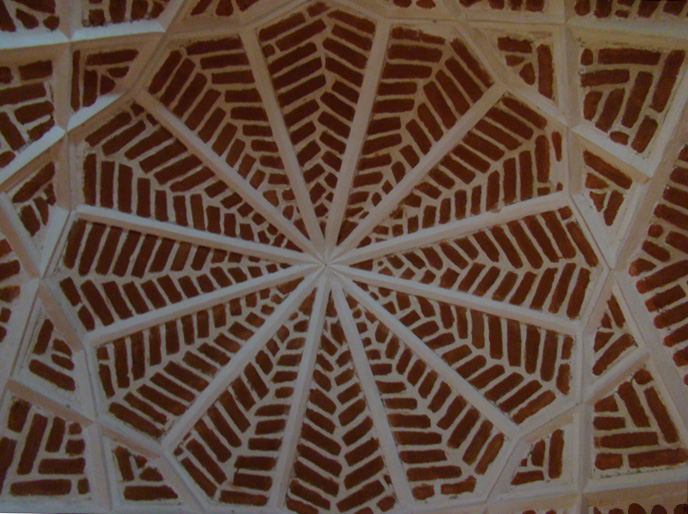
آجر کاری زیبای مقبره
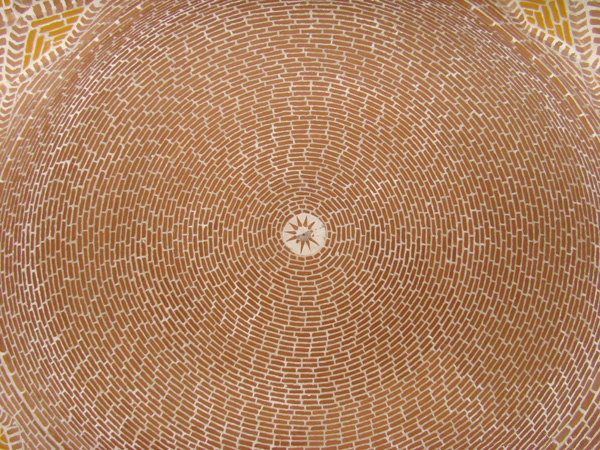
آجر کاری گنبد مقبره